# Siro franzi
Espèce
Siro franzi est une espèce d'opilions cyphophthalmes de la famille des Sironidae.

## Distribution
Cette espèce est endémique d'Autriche. Elle se rencontre en Styrie et en Carinthie.

## Description
Le mâle holotype mesure 1,47 mm, les mâles mesurent de 1,38 à 1,60 mm et les femelles de 1,5 à 1,72 mm.

## Systématique et taxinomie
Cette espèce a été décrite par Karaman et Raspotnig en 2022.

## Étymologie
Cette espèce est nommée en l'honneur d'Herbert Franz.

## Publication originale
- Karaman, Lienhard, Niklos & Raspotnig, 2022 : « Two new species of the genus Siro Latreille, 1796 (Opiliones, Cyphophthalmi, Sironidae) in the European fauna. » European Journal of Taxonomy, vol. 834, no 1, p. 1–21 (texte intégral).